# Croisade des barons
Batailles
Gaza
La croisade des barons, nommée aussi croisade de 1239, est une expédition organisée par la noblesse française à la suite de l’appel du pape Grégoire IX visant à protéger Jérusalem. Bien préparée militairement, mal préparée diplomatiquement et dirigée par le comte de Champagne qui manquait de sens politique, elle n’apporta aucun résultat aux croisés. Pour des raisons mal connues, elle n’est pas considérée comme une croisade à part entière. Elle était composée d'une imposante armée, mais les chiffres sont approximatifs et souvent différents.

## Contexte
En 1229, l’empereur Frédéric II de Hohenstaufen, à la tête de la sixième croisade, avait obtenu du sultan ayyoubide Al-Kâmil la restitution de Jérusalem aux Francs, mais un conflit avec Gérold de Lausanne, patriarche de Jérusalem, l’avait incité à quitter la ville sans faire rebâtir les fortifications. Il avait également conclu une trêve de dix ans qui arriverait à échéance en juillet 1239. Le sultan Al-Kâmil meurt le 8 mars 1238, laissant son royaume à ses fils qui se disputent la succession.
Inquiet de l’expiration de la trêve et aussi du fait que Jérusalem ne soit pas défendable en cas d’attaque musulmane, le pape Grégoire IX fait prêcher une nouvelle croisade en France et en Angleterre, ne pouvant le faire dans l’Empire en raison d’un conflit qui l’oppose à Frédéric II.

## La croisade de Thibaud de Champagne
En France, de nombreux seigneurs répondent à l’appel : Thibaud IV, roi de Navarre et comte de Champagne, Philippe de Nanteuil, Hugues IV, duc de Bourgogne, Pierre Mauclerc, duc de Bretagne, Amaury VI, comte de Montfort, Guigues IV de Forez, comte de Nevers, Henri II, comte de Bar, Guillaume II de Joigny, Henri VI de Grandpré, Louis Ier, comte de Sancerre, Simon II de Clermont, seigneur de Nesle, Raoul de Clermont, Raoul Ier, comte de Soissons, Robert de Boves, Mathieu III, baron de Montmorency, etc. Thibaut de Champagne est promu chef de l’expédition.
L’empereur Frédéric II, qui avait mené la précédente croisade, laquelle s’était terminée par un traité de paix, considère comme imprudent et déloyal de reprendre les hostilités sans avoir tenté de négocier avec la cour du Caire, et craint que les musulmans ne prennent prétexte de la croisade pour reprendre Jérusalem. En échange de sa participation ou de celle de son fils Conrad, il demande aux croisés de différer leur départ d’un an, laissant aux diplomates le temps d’agir. Mais un nouveau conflit l’oppose au pape, qui l’excommunie en mars 1239, l’empêchant de mener à bien ce projet. Comme les croisés ne peuvent plus utiliser le port de Brindisi, qui se situe en territoire impérial, ils s’embarquent en août 1239 à Marseille pour la plus grande partie d’entre eux, une petite partie d'entre eux ayant choisi Aigues-Mortes, et débarquent le 1er septembre 1239 à Saint-Jean-d'Acre .
Négligeant les conseils de Frédéric II et cédant à un romantisme des Croisades sans se soucier de la politique locale, les croisés négligent d’utiliser à leur profit les divisions des musulmans et les querelles qui opposent les héritiers d’Al-Kamil. En réponse au débarquement des croisés, An-Nasir Dâ'ûd, malik de Transjordanie, marche immédiatement sur Jérusalem et reprend aisément la  ville, les fortifications n’ayant jamais été reconstruites depuis le traité de 1229. Après avoir pris la Tour de David, il ordonne la destruction des restes des fortifications et fait raser la Tour de David.
À l’annonce de cette nouvelle, les croisés et la noblesse d’Orient tiennent conseil pour déterminer quel sera l’objectif de la croisade, entre l’Égypte et Damas, et à quel prétendant à la succession ayyoubide s’allier. Mais Thibaut de Champagne, refusant toute alliance auprès des musulmans, décide d’occuper les ruines d’Ascalon et d’en relever les fortifications, puis de marcher sur Damas, s’aliénant ainsi les Ayyoubides d’Égypte et de Syrie. Les croisés quittent Acre le 2 novembre en direction de Jaffa et d’Ascalon. Le 4 novembre, Pierre Mauclerc, duc de Bretagne, apprenant le passage d’une riche caravane cheminant vers Damas, il la pille avec Raoul de Soissons et revient à Jaffa avec un important butin.
Voulant rivaliser avec cet exploit, le comte Henri II de Bar décide de partir à la tête d’une troupe de cinq cents chevaliers et mille cinq cents fantassins pour surprendre un détachement de soldats égyptiens envoyés en garnison à Gaza. Malgré les conseils de prudence de Thibaut de Champagne, il part accompagné d’Amaury de Montfort et de barons syriens comme Balian de Sidon, Jean d’Ibelin, seigneur d’Arsouf et Gautier IV de Brienne, comte de Jaffa. Ils arrivent rapidement à proximité de Gaza et installent leur camp avec inconscience, sans se préoccuper des troupes musulmanes. Silencieusement, le gouverneur de Gaza fait cerner le camp croisé par ses troupes et ses archers et lance le signal de l’attaque. Le comte de Jaffa, jugeant la situation désespérée et approuvé par Hugues IV de Bourgogne, conseille la retraite ; mais Henri de Bar et Amaury de Montfort refusent de reculer. Alors que Gautier de Brienne et Hugues de Bourgogne font retraite et rejoignent Thibaut de Champagne sans encombre, Henri et Amaury chargent les Égyptiens. Henri de Bar est tué, ainsi que mille deux cents hommes, tandis qu’Amaury de Montfort est capturé et conduit en Égypte avec six cents autres prisonniers. Apprenant la nouvelle, Thibaut de Champagne interrompt les travaux de fortification d’Ascalon et retourne à Acre avec l’armée croisée.
Pendant ce temps, la guerre fait rage entre les héritiers d’Al-Kamil. Al-Adil II Sayf ad-Din, sultan d’Égypte, a dû céder Damas à son frère al-Salih Ayyub avant l’arrivée des croisés ; mais ce dernier est détrôné par son oncle Al-Salih Ismaël. Muzaffar Taqi ad-Din, un prince ayyoubide mineur et émir de Hama, a soutenu al-Salih Ayub et se trouve maintenant menacé par Al-Salih Ismail et son allié El-Malik el-Mojahed Shirkuh, émir de Homs. Cerné de toutes parts par ses cousins ennemis, Taqi ad-Din voit l’alliance avec les croisés comme sa seule solution pour être sauvé et envoie à Thibaut Guillaume Champenes, un franciscain tripolitain lié d’amitié avec l’émir d’Hama et qui plaide la cause de Taqi ad-Din. Les croisés commencent à marcher à son secours et intimident ainsi les ennemis de Taqi d-Din, de sorte que ce dernier, satisfait, coupe toute relation avec les croisés pour ne pas devoir leur céder de contrepartie.

Les états latins d'Orient de 1229 à 1241.

En Égypte, le sultan Al-Adil II est détrôné le 31 mai 1240 par sa garde mamelouk alors qu'il s'apprête à livrer bataille à al-Salih Ayyub, ex-émir de Damas, et à al-Nâsir Dâwud, malik de Transjordanie. Al-Salih Ayyub arrive au Caire le 19 juin et devient sultan. Inquiet de ce rebondissement, Al-Salih Ismaël, émir de Damas, décide de s'allier aux croisés et cède au royaume de Jérusalem les places fortes de Beaufort et de Safed ainsi qu'une partie de la Tibériade, et promet de rendre tout le territoire du royaume dans ses frontières d'avant 1187. L'armée croisée se poste alors entre Jaffa et Ascalon pour défendre la Syrie contre l'Égypte. Mais cette alliance provoque le mécontentement d'une partie des troupes damascènes qui, au moment de livrer bataille, se rallient aux Égyptiens, obligeant les Francs à battre retraite. Des réticences à cette alliance existent également du côté franc car, depuis dix ans qu'il n'y a pas de roi, chaque groupe du royaume (barons, Vénitiens, Génois, Templiers, Hospitaliers, croisés, etc.) a sa propre politique musulmane qui peut se heurter aux intérêts d'un autre groupe latin. Aussi, Thibaut de Champagne décide-t-il de signer la paix avec l'Égypte et obtient en retour la libération des chevaliers emprisonnés depuis la bataille de Gaza, ainsi que la rétrocession d'Ascalon. Son armée s'embarque pour l'Europe à la fin du mois de septembre 1240.

## La croisade de Richard de Cornouailles
Peu après le départ de Thibaut de Champagne et d'une partie de son armée, Richard de Cornouailles, frère du roi Henri III d'Angleterre et beau-frère de l'empereur Frédéric II, débarque à son tour en Terre sainte. Il est tiraillé entre les influences des Hospitaliers, qui veulent que la paix avec l'Égypte soit respectée, et les Templiers qui voudraient d'une alliance avec Damas. Richard refuse d'arbitrer ces querelles d'influence et décide alors de soutenir Hugues IV de Bourgogne qui fait reconstruire Ascalon. Il négocie également avec Ayyoub qui, en échange de la rupture définitive de l'alliance franco-damascène, confirme les cessions de territoire acceptées par l'émir de Damas. Son beau-frère Frédéric II, père du roi de Jérusalem en titre, l'avait probablement investi comme régent du royaume, car il prend des décisions concernant le royaume et nomme comme gouverneur d'Ascalon, Guillaume de Penenpié, précédemment bayle de Frédéric II à Jérusalem. Après avoir ainsi complété l'œuvre de Thibaut de Champagne, il rembarque à Acre le 3 mai 1241 à destination de l'Europe.

## Conséquences
Cette croisade est un succès pour les Francs qui doivent plus leur réussite à la diplomatie qu'aux combats, et le royaume de Jérusalem est pratiquement revenu dans ses frontières d'avant 1187, il ne lui manque que l'Outre-Jourdain. Mais ses succès restent fragiles :
- la politique des Francs qui consiste à s'allier à un État musulman contre un autre n'a plus autant de succès qu'avant, car d'une part les troupes musulmanes sont réticentes à de telles alliances, d'autre part il n'y a pas d'unanimité parmi les Francs pour choisir avec qui s'allier.
- l'absence d'un roi ne permet pas un arbitrage entre les différentes factions et, quand les barons nomment un régent du royaume pour assumer les fonctions du roi absent, ils ne lui accordent pas l'autorité nécessaire à cet arbitrage.
- la ville de Jérusalem n'a ni fortification, ni la Tour de David qui autrement aurait été un point d'appui important pour contrôler la région.

L'avenir se charge rapidement de mettre en évidence ces faiblesses. Dès le départ des croisés, la guerre reprend entre partisans et opposants de l'Empereur, pour se finir par l'élimination des premiers. En 1244, Jérusalem est reprise par les Khwarezmiens, ce qui incite le roi de France saint Louis à organiser la septième croisade. Son séjour en Terre Sainte de 1250 à 1254 est bénéfique aux établissements latins, mais la guerre civile ne tarde pas à reprendre entre les factions franques, malgré la menace permanente des mamelouks, qui finissent par tout reconquérir en 1291.